# Elisa Gräve
Elisa Gräve née le 18 octobre 1996, est une joueuse de hockey sur gazon allemande. Elle évolue au poste de milieu de terrain au Düsseldorfer HC et avec l'équipe nationale allemande.

## Carrière
Elle a été appelée en équipe nationale pour concourir à la Coupe du monde 2018 à Londres.

## Palmarès
- : 2e à l'Euro 2019.